# Автосалон в Лос-Анджелесе
Автосалон в Лос-Анджелесе — ежегодная интернациональная выставка автомобилей и автомобильных технологий, проходящая в середине-конце ноября на площадках Los Angeles Convention Center (площадью более чем 80 800 кв. метров) в Лос-Анджелесе, США. Впервые прошла в 1907 году.

## История
Лос-Анджелесский автосалон впервые был открыт для широкой публики в 1907 году, представив  с 21 по 27 января 99 транспортных средств. Подготовка к шоу проводилась на фоне ажиотажа в СМИ, подобного нынешним описаниям кинозвёзд, прибывающих на церемонию вручения Оскара. 

В 8:00 утра мэр города Артур Харпер официально открыл выставку в Morley's Skating Rink в центре Лос-Анджелеса. 46 производителей представили свои автомобили, в том числе Maxwell, Peerless, Willys-Overland, Pope-Toledo, White, а также Ford и Cadillac. Единственной иностранной компанией выступала французская фирма Darracq. Вместимость выставки составляла 3 тыс. человек.
Вторая выставка прошла в 1909 году. Основными цветами оформления были выбраны зелёный и белый. Организаторы оставляли за собой право не допустить к участию любого, кто откажется оформлять стенды в соответствующий цвет.
Шоу 1910 года снова сменило место проведения и расположилось на футбольном поле Fiesta Park, обеспечивающем 7400 м² площади. Его оборудовали палатками, а выставочную площадку украсили ветвями красного дерева,  папоротниками, мхом и растениями в горшках для создания лесной атмосферы.
По мере роста автомобильной промышленности автосалон менял центры четыре раза на протяжении 1920-х годов для удовлетворения растущих потребностей поставщиков. В середине 1920-х годов объёмы площади под выставку выросли до 11 150 м². Огромное пространство позволило включить в шоу презентации морских транспортных средств и самолётов. 
5 марта 1929 года в 14:10 из-за возгорания одного из самолётов всё шоу оказалось охвачено пламенем, что в результате привело к более чем 1 000 000 долл. ущерба. По некоторым подсчётам на выставке находилось около 2500 человек. Несмотря на возникшую проблему, организатор шоу Ватт Л. Морленд сообщил, что автосалон состоится. При помощи сообщества и эвакуаторов, предоставленных Автоклубом Южной Калифорнии, выставка вновь состоялась на следующий день в Shrine Auditorium.
Автосалон имел успех и пользовался большим интересом публики на протяжении 1930-х годов, несмотря на Великую депрессию. С 1931 по 1935 год выставки проходили на углу бульвара Уилшир и Фэрфакс-авеню.
В 1935 году президент Рузвельт попросил все большие автосалоны, включая Лос-Анджелесский, перенести даты проведения шоу с зимы на осень, с целью поднятия экономики страны.
Популярность автосалона значительно снизилась в период Второй мировой войны, из-за чего выставка взяла перерыв с 1940 по 1951 год. В 1952 году автосалон вновь открылся в Pan-Pacific Auditorium, где собрал 152 транспортных средства, в том числе от международных производителей (Франция, Италия, Великобритания). После возвращения солдат из Европы, интерес к иностранной автомобильной промышленности значительно возрос, в связи с чем организаторы автосалона решили добавить приставку «интернациональный» к наименованию выставки. К концу декады на шоу были представлены около 400 автомобилей, в том числе от 7 иностранных предприятий.
В 1960-х годах автосалон впервые представил для американцев продукцию японских автомобильных концернов. Кроме того, на шоу присутствовали популярные в то время muscle car-ы, такие как  Ford Mustang и Pontiac GTO.
Расширение Convention Center в Лос-Анджелесе в 1993 году наконец избавило шоу от проблем с площадью под выставку: организаторы обзавелись 71 000 м² пространства для удовлетворения потребностей своих участников и потребителей.
В 2006 году учредители автосалона решили сместить даты ежегодного проведения шоу с начала января на середину ноября, чтобы не пересекаться с североамериканским автосалоном. В результате в 2006 году прошли две выставки автомобильной промышленности, причём вторая была проведена в честь 100-летия мероприятия. 
В ответ на быстрые изменения в сфере автомобилестроения, рост популярности облачных технологий и развитии индустрии средств развлечений организаторы автосалона создали выставку-экспозицию Connected Car Expo.
В 2014 году автосалон собрал рекордное количество дебютов, в числе которых 65 мировых и североамериканских.

## Описание

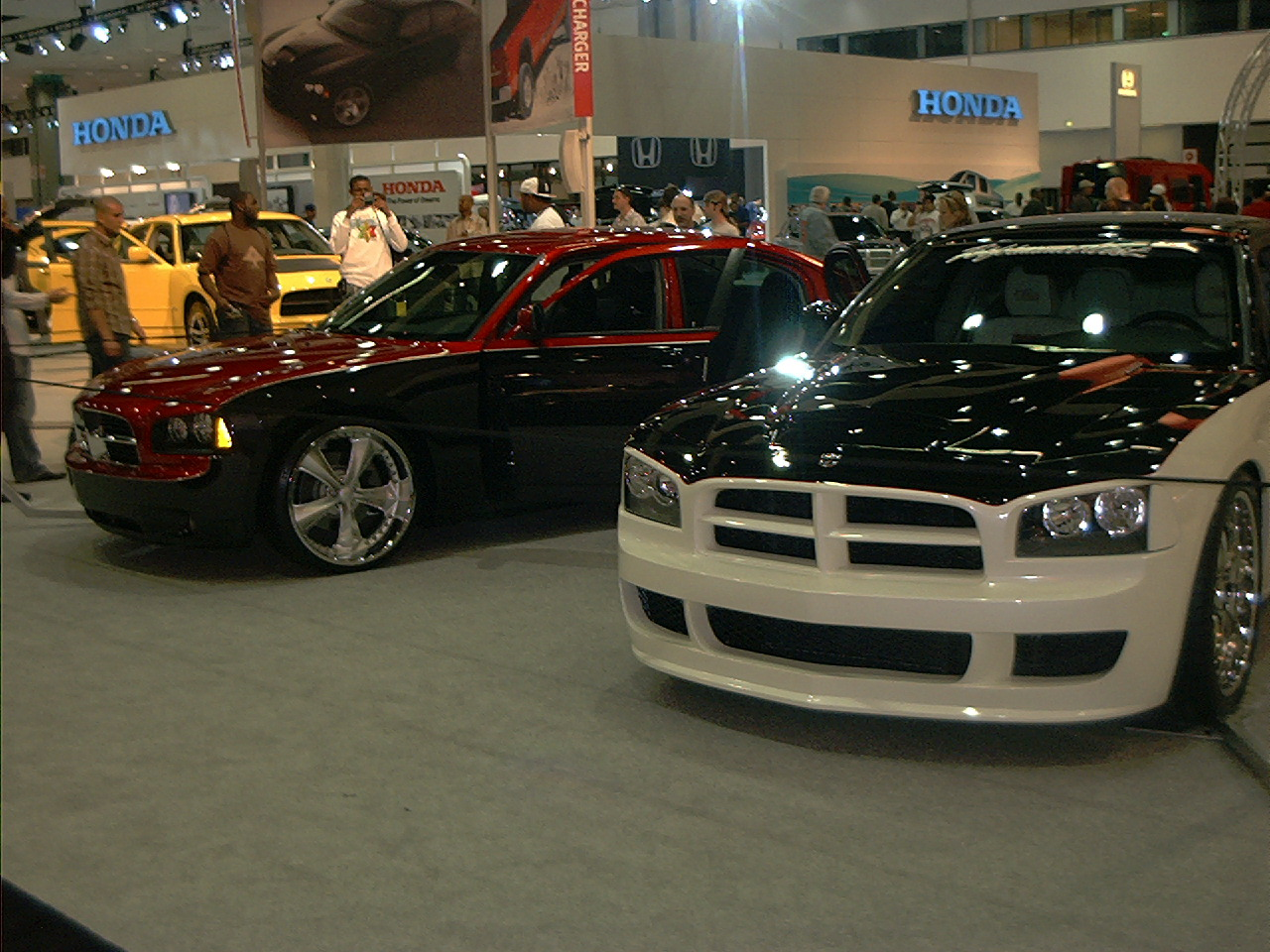
2011 Dodge Charger на автосалоне в Лос-Анджелесе, 2010 год

Первым событием автосалона выступает ежегодный благотворительный вечер с шоу-программой, который проводится в ночь с четверга на пятницу перед первым публичным днём проведения выставки. Все средства, вырученные от праздничного мероприятия, идут в пользу молодёжных программ музыкального образования музея Грэмми.
Последующие дни выставки, прессы и торговли включают в себя следующие этапы:
- Connected Car Expo: один день конференции и три дня выставки, которая стала авторитетным местом сбора специалистов в сфере автомобильных технологий;
- The Press & Trade Days Kickoff Party: после окончания конференции собираются работники средств массовой информации и представители автомобильной промышленности с целью отпраздновать начало выставки;
- MPG Motoring Invitational: выставка автомобилей и кофе-паузы при поддержке Motor Press Guild;
- Green Car of the Year Award: церемония награждения экологичных автомобилей от журнала Green Car;
- Design LA Open House & Reception: передовые автомобильные дизайн-студии со всего мира представляют свои концепции перед судейской комиссией в борьбе за звание лучших; победитель по мнению судей, а также приз зрительских симпатий объявляются в ходе ежегодной встречи;
- Advanced Technology & Green Ride & Drive: тест-драйвы новейших технологий и достижений исключительно для представителей СМИ;
- Connected City Summit: встреча между представителями правительства, автомобильных концернов и специалистов, на которой обсуждается будущее автопромышленности и её развития в рамках больших городов;
- Designers Night Reception: вечерний приём для автомобильных дизайнеров, организованный информационным порталом Car Design News.

## Выставки

### 2016
Выставка 2016 года проходила с 18 по 27 ноября. Дни прессы состоялись 16 и 17 ноября.

#### Дебют серийных моделей
Мировой дебют
- 2018 Alfa Romeo Stelvio[4]
- 2017 Chevrolet Colorado ZR2
- 2018 Chevrolet Equinox[5]
- 2017 Chevrolet Spark ACTIV[6]
- 2018 Ford EcoSport (рестайлинг)[7]
- 2017 Honda Civic Si[4]
- 2017 Jeep Renegade Deserthawk, Altitude[8]
- 2017 Lamborghini Huracan RWD Spyder[9]
- 2017 Mazda CX-5[10]
- 2018 Mercedes-AMG E63, E63 S[11]
- 2017 Mercedes-AMG GLE43[12]
- 2017 Mercedes-Maybach S650 Cabriolet[13]
- 2017 Mini Countryman[14]
- 2017 Nissan Juke Black Pearl Edition[15]
- 2017 Nissan Rogue: Rogue One Star Wars Limited Edition[15]
- 2017 Nissan Sentra NISMO[16]
- 2017 Nissan Versa Note (рестайлинг)[15]
- 2017 Porsche Panamera (base, 4, Executive series)[17]
- Rezvani Beast Alpha[18]
- 2018 Volkswagen Atlas[19]
- 2017 Volkswagen e-Golf (рестайлинг)[20]
- 2017 Volvo V90 Cross Country[21]

Североамериканский дебют
- 2018 Audi A5, S5[22]
- 2018 Audi Q5[23]
- 2018 Genesis G80 3.3T Sport[24]
- 2017 Infiniti Q60 3.0t Sport[25]
- 2017 Jeep Compass[26]
- 2017 Kia Soul Turbo[27]
- 2017 Land Rover Discovery[4]
- 2017 Mercedes-Benz G550 4×4²[4]
- 2018 Mercedes-AMG GT R[4]
- 2018 Mercedes AMG GT Roadster[4]
- 2018 Smart ForTwo electric drive[4]
- 2018 Toyota C-HR[28]

#### Концепт-кары
Мировой дебют
- Hyundai Autonomous Ioniq концепт[29]
- Jaguar I-Pace EV[30]
- Subaru VIZIV-7[31]
- Volkswagen Passat GT concept[32]

Североамериканский дебют
- Infiniti QX Sport Inspiration[25]
- Mitsubishi eX[33]

### 2015
В 2015 году автосалон в Лос-Анджелесе проходил с 20 по 29 ноября. Дни прессы и дебюты автомобилей состоялись 18 и 29 ноября.

#### Дебют серийных моделей
Мировой дебют
- 2017 Buick Lacrosse[34]
- 2017 Fiat 124 Spider[35]
- 2017 Ford Escape (рестайлинг)[36]
- 2017 GMC Canyon Denali[37]
- 2016 GMC Sierra Denali Ultimate[38]
- 2016 Honda Civic Coupe[39]
- 2017 Infiniti QX30[40]
- 2016 Jeep Grand Cherokee SRT Night[41]
- 2016 Jeep Wrangler Backcountry[41]
- 2017 Lincoln MKZ (рестайлинг)[42]
- 2016 Mazda CX-9[43]
- 2017 Mercedes-Benz GLS-Class (рестайлинг)[44]
- 2017 Mercedes-Benz SL-Class (рестайлинг)[45]
- 2017 Mitsubishi Mirage (рестайлинг)[46]
- 2016 Mitsubishi Outlander Sport[46]
- 2016 Nissan Sentra (рестайлинг)[46]
- Porsche Cayman GT4 ClubSport[46]
- 2017 Range Rover Evoque Convertible[46]

Североамериканский дебют
- 2017 Alfa Romeo Giulia Quadrifoglio[47]
- 2017 Audi R8[48]
- 2016 Audi RS 7 performance, S8 plus[48]
- 2016 BMW 330e (plug-in hybrid)[49]
- 2016 BMW 7 серия[49]
- 2016 BMW M4 GTS[49]
- 2016 BMW X1[49]
- 2017 Cadillac CT6 Plug-In Hybrid[50]
- 2017 Cadillac XT5[51]
- Honda Clarity (fuel cell vehicle)[39]
- 2017 Hyundai Elantra[46]
- 2017 Jaguar F-Pace[46]
- 2017 Jaguar XE (для США)[52]
- 2017 Kia Sportage[53]
- 2016 Mini Clubman[54]
- 2016 Mini Convertible[54]

#### Концепт-кары
Мировой дебют
- 2017 Subaru Impreza концепт седана[55]

Североамериканский дебют
- Hyundai N 2025 Vision Gran Turismo[56]
- Scion C-HR[57]
- Volkswagen Golf GTE Sport concept[58]

### 2014
Автосалон в Лос-Анджелесе 2014 года проходил с 21 по 30 ноября. Дни прессы и дебюты автомобилей состоялись 19 и 20 ноября.

#### Дебют серийных моделей
Мировой дебют
- 2016 Acura ILX (рестайлинг)[60]
- 2015 Audi R8 competition[61]
- 2015 BMW X5 M[62]
- 2015 BMW X6 M[63]
- 2016 Cadillac ATS-V[59]
- 2015 Chrysler 300 (рестайлинг)[64]
- 2016 Ford Explorer (рестайлинг)[65]
- 2016 Jaguar F-Type R Coupe AWD[66]
- 2016 Mazda CX-3[67]
- 2016 Mazda CX-5 (рестайлинг)[67]
- 2016 Mazda6 (рестайлинг)[67]
- 2016 Mercedes-Maybach S600[68]
- 2015 Porsche 911 Carrera GTS[69]
- 2015 Porsche Cayenne petrol V6 & GTS (рестайлинг)[70]
- 2016 Shelby GT350 Mustang[71]
- 2016 Toyota Mirai седан на топливных элементах[72]
- Volkswagen Golf R Variant (только для Европы)[73]
- 2015 Volvo V60 Cross Country[74]

Североамериканский дебют
- 2016 Audi A6, Audi A7 (рестайлинг)
- 2016 Audi TT Roadster, TTS Coupe[75]
- 2015 BMW 2 Series Convertible[76]
- 2016 Fiat 500X[77]
- 2016 Honda HR-V[78]
- 2016 Kia Sorento[79]
- 2015 Land Rover Discovery Sport[80]
- 2016 Mazda MX-5[67]
- 2015 Mercedes-AMG C63[81]
- 2015 Mini Hardtop 4 Door[79]
- 2016 Volvo XC90[80]

#### Концепт-кары
Мировой дебют
- Audi Prologue [82]
- Bentley Grand Convertible[83]
- Chevrolet Chaparral 2X VGT[84]
- Chevrolet Colorado ZR2 concept[85]
- Lexus LF-C2[86]
- Scion iM concept[87]
- Volkswagen Golf Sportwagen HyMotion[88]

Североамериканский дебют
- Lincoln MKX concept[89]
- Mini Superleggera Vision[79]
- Mitsubishi Concept XR-PHEV[79]
- Volkswagen Golf R 400[90]
- Volkswagen GTI Roadster[91]
- Volvo «Drive Me» (автономное ТС)[79]